# Vervant (Charente)
Vervant település Franciaországban, Charente megyében. Lakosainak száma 147 fő (2022. január 1.). Vervant Cellettes, Maine-de-Boixe, Saint-Amant-de-Boixe, Villognon és Xambes községekkel határos.

## Népesség
A település népessége az elmúlt években az alábbi módon változott:
| Lakosok száma | 138  | 140  | 142  | 135  | 144  | 147  | 146  | 145  | 146  | 147  |
|               | 1968 | 1982 | 1999 | 2006 | 2011 | 2015 | 2017 | 2018 | 2020 | 2022 |